# Путилковское шоссе
Пути́лковское шоссе́ (название 1985 года) — шоссе в Московской области, на территории городского округа Химки и Красногорского района, а также в Москве, в Северо-Западном административном округе на территории районов Куркино и Митино.

## Описание
Шоссе начинается в Химках (район Новобутаково) как продолжение улицы Бабакина от её пересечения с Молодёжной улицей, затем проходит параллельно МКАД сначала по территории Москвы (район Куркино) через Алёшкинский лес, затем по Красногорскому району Московской области, где проходит через Путилково. После моста через р. Сходня шоссе вновь идёт по территории Москвы (посёлок Новобратцевский района Митино), где имеет выход на МКАД у развязки с улицей Саломеи Нерис, а затем проходит вдоль долины Сходни до пересечения с Пятницким шоссе, за которым продолжается уже как Цариков переулок.

## Происхождение названия
Шоссе было названо в 1985 году по деревне Путилково Красногорского района Московской области, через который проходит.

## Транспорт
- Автобусы: 26 (МО), 267, 400к, 777, 852 (МО), 959, С3, н12.